# Moler

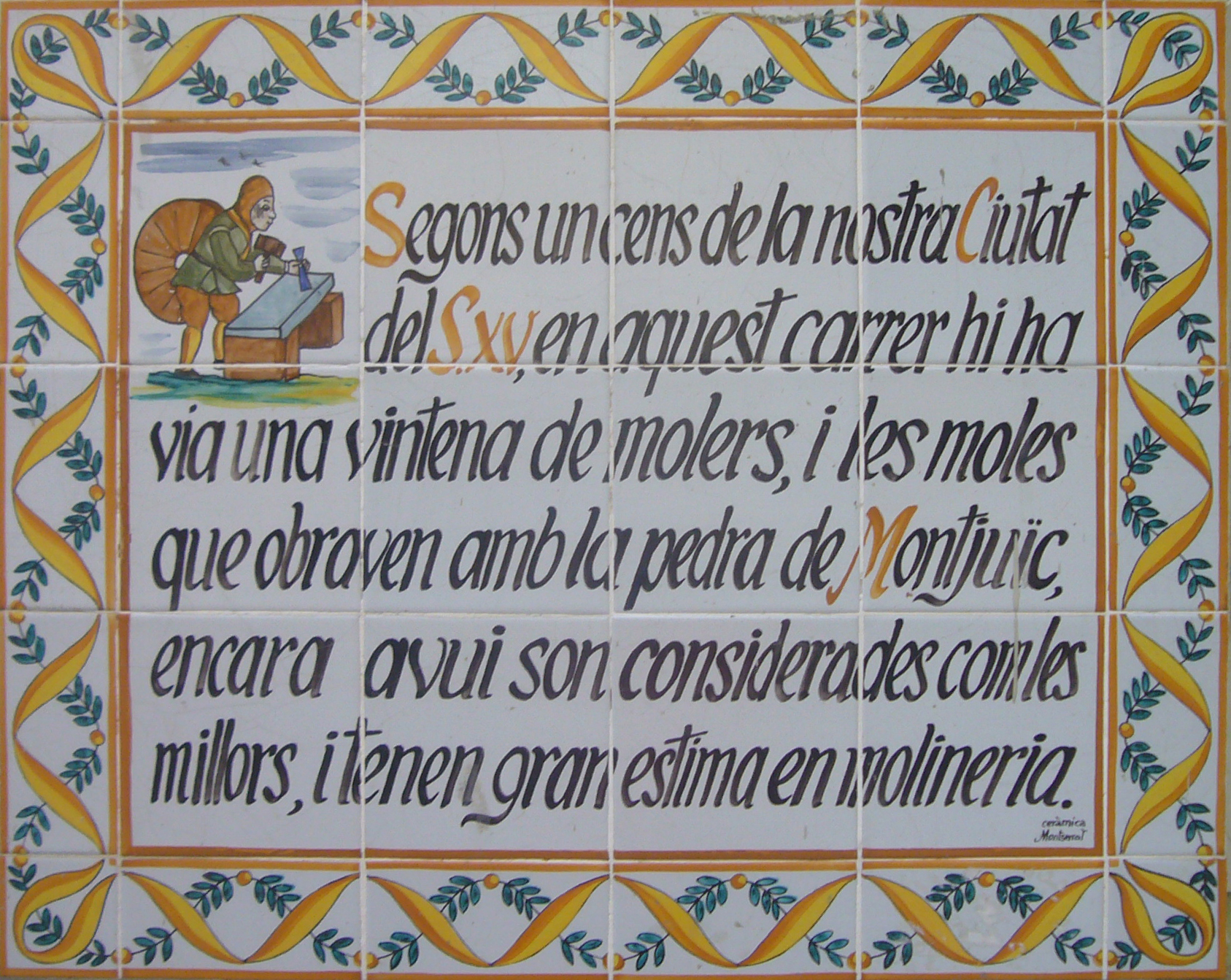
Placa al carrer de les Moles, a Barcelona

El moler era un menestral que tenia l'ofici de fer moles. A Barcelona, els molers feien les moles amb pedra treta de la muntanya de Montjuïc. Segons un cens, en el segle xv hi havia una vintena de molers al carrer de les Moles, a Barcelona.